# Abierto día y noche
 Abierto día y noche es una película de Argentina filmada en Eastmancolor dirigida por Fernando Ayala sobre su propio guion que se estrenó el 25 de diciembre de 1981 y que tuvo como actores principales a Juan Carlos Calabró, Nelly Beltrán, Tincho Zabala, Pablo Alarcón, María Valenzuela, Carlos Del Burgo, Alicia Zanca, Ricardo Darín y gran elenco. Tuvo el título alternativo de Dos supermachos al ataque. 

## Sinopsis
Equívocos y enredos entre distintas parejas que concurren a un albergue transitorio.

## Reparto por orden de aparición en la película
- Juan Carlos Calabró ... Taxista
- Nelly Beltrán ... Doña Olga
- Tincho Zabala ... Felipe
- Pablo Alarcón ... Anselmo Fernández
- Mariquita Valenzuela ... Embarazada
- Carlos Del Burgo ... Cacho (electricista)
- Alicia Zanca ... Martha
- Ricardo Darín ... Hugo
- Elena Cruz ... Teresa
- Fernando Siro ... Damián
- Camila Perisse ... Cliente del albergue
- Jorge Martínez
- Julio De Grazia ... Demarchi
- Luisa Albinoni
- Raul Lavié ... Carlos
- Cacho Castaña ... Pocho
- Silvia Perez ... Mujer de Carlos
- Eddie Pequenino ... Recepcionista del albergue
- Jorgelina Aranda ... Brigitte
- Cristina Tocco
- Arturo Bonín ... Enrique
- Rebeca Silvia
- Coco Legrand
- Tulio Loza
- Cayito Aponte
- Floria Bloise
- Alfonso Pícaro
- Hilda Aguirre
- Emilio Vidal
- Alberto Busaid
- Noemí Laserre ... Madre de Coca
- Leonardo Jury ... Sobrino de Felipe
- Oscar Nuñez ... pianista de la boite

## Comentarios
Marcelo Zapata en El Cronista Comercial dijo:

«El mal gusto argentino en su mayor exponente…film demagógico que subestima la inteligencia media del público.»

La Razón opinó:

«Audacia y risas en un alegre albergue.»

Manrupe y Portela escriben:

«Rutinario vehículo multiestelar, repitiendo otra vez el modelo de La cigarra no es un bicho y que es calco de la exitosa Hotel alojamiento, pero con mucha menos repercusión. De lo más flojo de Ayala.»